# 沃爾霍夫
59°55′N 32°21′E / 59.917°N 32.350°E

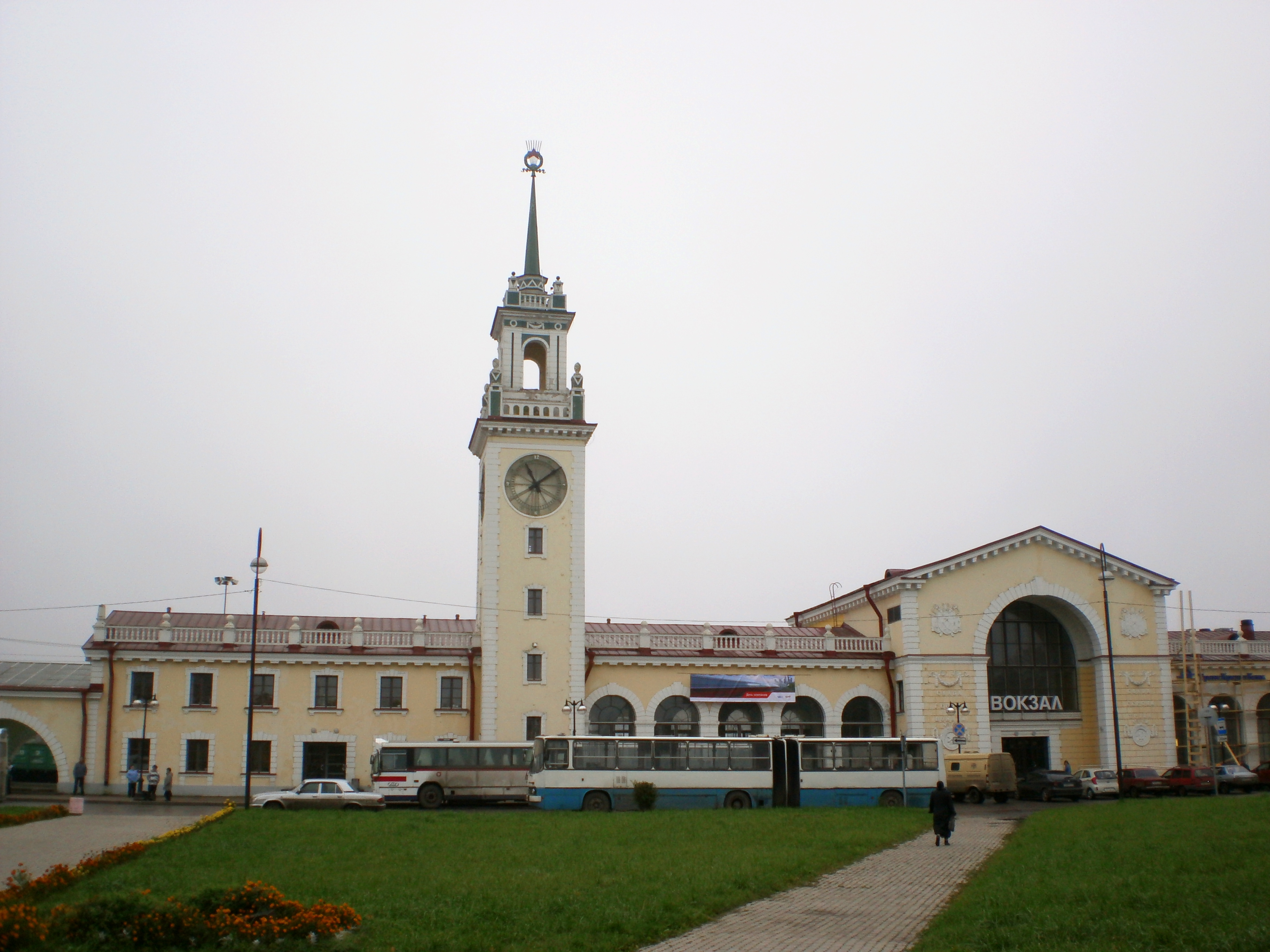
沃爾霍夫火车站

沃爾霍夫 （俄语：Во́лхов）是俄羅斯列寧格勒州東部的一個城市，位於沃爾霍夫河畔和來往聖彼得堡—沃洛格達和摩爾曼斯克的鐵路交匯點。2002年人口46,100人。
1933年設市。1940年改名。

## 姐妹城市
- 挪威穆舍恩
- 芬兰耶爾文佩